# Медаль «40 років Збройних Сил СРСР»
Меда́ль «40 ро́ків Збро́йних Сил СРСР» — ювілейна медаль, державна нагорода СРСР. Введена указом Президії Верховної Ради СРСР 18 грудня 1957 року в ознаменування 40-ї річниці від створення Робітничо-Селянської Червоної Армії та флоту. Автор малюнку медалі — художник Гоголин.

## Опис
Медаль «40 років Збройних Сил СРСР» має форму правильного круга діаметром 32 мм, виготовлена з латуні.
На лицьовій стороні медалі розміщене барельєфне зображення профіля В. І. Леніна, у нижній частині — рельєфний напис «40», розташований на перехрещених дубово-лаврових гілках.
На оборотній стороні медалі — написи «В ОЗНАМЕНОВАНИЕ СОРОКОВОЙ ГОДОВЩИНЫ» (по колу) та «ВООРУЖЕННЫХ СИЛ СССР», «1918-1958» (в центрі). Внизу — маленьке зображення п'ятикутної зірки. Усі написи та зображення на медалі — випуклі.
Медаль за допомогою вушка і кільця з'єднується з п'ятикутною колодочкою, обтягнутою шовковою муаровою стрічкою сірого кольору шириною 24 мм з червоними смужками шириною 2 мм — двома по центру та двома по краях.

## Нагородження медаллю
Ювілейною медаллю «40 років Збройних Сил СРСР» нагороджувалися усі маршали, генерали, адмірали, офіцери, а також старшини, сержанти, солдати та матроси понадстрокової служби, які станом на 23 лютого 1958 року знаходилися в особовому складі Збройних сил СРСР, ВМФ СРСР, військ МВС, військ та органів КДБ.
Медаль носиться на лівій стороні грудей, за наявності у нагородженого інших медалей СРСР розташовується після медалі «30 років Радянській Армії та Флоту».
Станом на 1 січня 1995 року ювілейною медаллю «40 років Збройних Сил СРСР» було проведено приблизно 820 080 нагороджень.